# Excite
Excite es un portal web estadounidense operado por IAC que proporciona una variedad de contenido subcontratado que incluye noticias y clima, un motor de metabúsqueda y una página de inicio para el usuario. En los Estados Unidos, la página de inicio principal de Excite había sido durante mucho tiempo una página de inicio personal llamada My Excite. Excite una vez operó un servicio de correo web comúnmente conocido como Excite Mail hasta el 31 de agosto de 2021.
La empresa original se fundó en 1994 y se hizo pública dos años después. Excite fue una vez un sitio popular en Internet durante la década de 1990, y el sitio del portal principal Excite.com fue el sexto sitio web más visitado en 1997. Excite se fusionó con el proveedor de banda ancha @Home Network, pero juntos quebraron en 2001. El portal y los servicios de Excite fueron adquiridos por iWon y luego por Ask Jeeves.

## Historia
Excite comenzó originalmente como Architext en junio de 1993 en un garaje en Cupertino, California, creado por Graham Spencer, Joe Kraus, Mark VanHaren, Ryan McIntyre, Ben Lutch y Martin Reinfried, todos estudiantes de la Universidad de Stanford. El objetivo era originar un software para administrar la gran cantidad de información en la World Wide Web. En julio de 1994, International Data Group les pagó 80.000 dólares estadounidenses para desarrollar un servicio en línea. En enero de 1995, Vinod Khosla (exalumno de Stanford), socio de la firma de capital de riesgo Kleiner Perkins Caufield & Byers, arregló un respaldo de "primera ronda" de US$250.000 para el proyecto, con US$1,5 millones proporcionados en un período de diez meses. Poco tiempo después, Geoff Yang, de Institutional Venture Partners, introdujo US$1,5 adicionales millones en financiación y Excite se lanzó formalmente en octubre de 1995.
En enero de 1996, George Bell se incorporó como director ejecutivo (CEO). Excite también compró dos motores de búsqueda (Magellan y WebCrawler) y firmó acuerdos de distribución exclusiva con Netscape, Microsoft y Apple, además de otras empresas. Jim Bellows fue contratado por Excite en 1994 para descubrir cómo presentar el contenido de manera periodística. Pagó a buenos periodistas para que escribieran reseñas breves de sitios web. Sin embargo, los usuarios querían acceder directamente al contenido y se saltaban las reseñas, por lo que la asociación con Bellows finalizó en 1998. El diseño original del sitio web de Excite se basó principalmente en el color naranja. En 1997 fue rediseñado con un tema negro y amarillo.
El 4 de abril de 1996, Excite se hizo pública con una oferta inicial de dos millones de acciones. Sin embargo, su oferta se vio eclipsada por su mayor rival, Yahoo!, que también se hizo público al mismo tiempo. En noviembre de 1996, America Online (AOL) acordó hacer de Excite su servicio exclusivo de búsqueda y directorio, a cambio de una mayor participación del 20 % en Excite y la venta de WebCrawler. En junio de 1997, Intuit, fabricante de Quicken y TurboTax, compró una participación del 19 % en Excite y finalizó un acuerdo de asociación de siete años. El 16 de octubre de 1997, Excite compró Netbot, un agente de comparación de precios. Al mismo tiempo, Intuit anunció el lanzamiento de Excite Business & Investing. Más tarde ese año, se cerró un trato con Ticketmaster para ofrecer venta directa de boletos en línea. El 31 de marzo de 1998, Excite reportó una pérdida neta de aproximadamente $30.2 millones y según su informe del primer trimestre solo tenía suficiente capital disponible para cumplir con las obligaciones hasta diciembre. El contenido del portal de Excite se recopiló de más de 100 fuentes diferentes. Excite fue el primer portal en comenzar a ofrecer correo electrónico gratuito y este paso fue seguido por sus rivales Yahoo! y Lycos.
Un comunicado de prensa de noviembre de 1997 mostró que de septiembre a octubre había alrededor de 11,8 millones de visitantes únicos a la "red" Excite durante un período de 28 días.
En diciembre de 1998, Yahoo! estaba en negociaciones para comprar Excite por $5.5 mil millones. Sin embargo, impulsado por Kleiner Perkins, presidente y director ejecutivo de @Home Network Excite fue adquirida posteriormente por @Home Network, el 19 de enero de 1999. En 1999 Excite era el sexto portal de Internet más grande por tráfico. Microsoft también estaba interesado en Excite y tenía planes de fusionarlo en su propio portal MSN. 
Según Steven Levy en su libro In The Plex, a principios de 1997 Sergey Brin y Larry Page, decidieron que BackRub, el nombre de su proyecto de investigación que luego se convirtió en el motor de búsqueda Google, estaba tomando hasta el tiempo que deberían haber estado usando para estudiar. Fueron a Bell y se lo ofrecieron por $ 1 millones, pero Bell rechazó la oferta y luego echó a Vinod Khosla, uno de los capitalistas de riesgo de Excite, de su oficina después de haber negociado con Brin y Page hasta $750,000. En un podcast de 2014 y luego nuevamente a CNBC, el entonces director ejecutivo de Excite dijo que el acuerdo fracasó porque Larry Page quería que las tecnologías de búsqueda de Excite fueran reemplazadas por las de Google, a lo que Bell no estuvo de acuerdo.

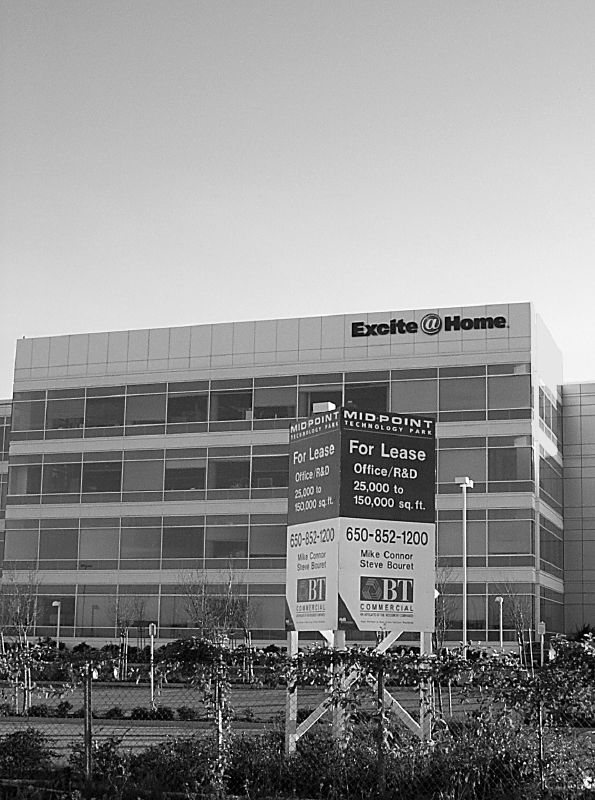
Se vende la sede de Excite@Home. Desde entonces, los edificios han sido reutilizados como instalaciones médicas.

Los 6,7 dólares estadounidenses mil millones de fusión de Excite y @Home Network en 1999 se convirtió en una de las mayores fusiones de dos empresas de Internet en ese momento. Los servicios de Internet de alta velocidad de @Home y el portal existente se combinaron con el motor de búsqueda y el portal de Excite, con un movimiento hacia el contenido del portal web personalizado luego de la fusión.[cita requerida] La nueva compañía se llamó "Excite@Home" (el símbolo de la acción y el nombre de la compañía en los registros regulatorios permanecieron como "At Home Corporation" (ATHM)) y, seis meses después de la fusión, Tom Jermoluk renunció como CEO de Excite@Home. George Bell de Excite, quien fue presidente de la división Excite de @Home después de la fusión, se convirtió en el nuevo director ejecutivo de Excite@Home combinado, mientras que Jermoluk siguió siendo el presidente de la junta. La fusión fue anunciada como una "nueva red de medios para el siglo XXI".
La división Excite compró iMall, así como la compañía de tarjetas de felicitación en línea, Blue Mountain Arts. Excite también adquirió la empresa para compartir fotografías Webshots . Excite además pagó por el patrocinio del piloto de autos Infiniti Indy, Eddie Cheever, Jr., durante las temporadas de carreras de 2000 y 2001. Sin embargo, la fusión entre Excite y @Home quedó desastrosamente por debajo de las expectativas. Los ingresos por publicidad en línea se desplomaron, mientras que los ingresos por ISP de la red de cable continuaron creciendo. El 21 de septiembre de 2000, después de que el valor de las acciones cayera un 90 %, George Bell anunció planes para dejar el cargo de director ejecutivo. El 23 de abril de 2001, Excite@Home anunció que Patti S. Hart, ex directora ejecutiva de Telocity, se convertiría en su tercera directora ejecutiva en tres años. En el mismo anuncio, George Bell renunció y dejó la empresa por completo. La compañía también reportó una pérdida neta en el primer trimestre de $61.6 millones, en comparación con una pérdida de $4.6 millones en el mismo período del año anterior.
El motor de búsqueda Magellan, que Excite había comprado en 1996, se cerró en mayo de 2001.
El 11 de junio de 2001, Excite@Home anunció que había recaudado $100 millones en financiamiento de Promethean Capital Management y Angelo Gordon & Co. Parte del acuerdo era que el préstamo era reembolsable de inmediato si las acciones de Excite@Home dejaban de cotizar en NASDAQ. El préstamo, estructurado como una nota convertible en acciones de Excite, tenía una tasa de interés de cero. Para el 20 de agosto de ese año, Excite@Home había reemplazado a sus auditores Ernst & Young con PricewaterhouseCoopers . Esto desencadenó una demanda de Promethean Capital Management y Angelo Gordon & Co para el reembolso inmediato de $50 millones en deuda. Además, Cox Cable y Comcast anunciaron que se separarían de Excite@Home en el primer trimestre de 2002.
El 13 de septiembre de 2001, Excite@Home vendió Blue Mountain Arts a American Greetings por menos del 5% de lo que había pagado menos de dos años antes. El 1 de octubre de 2001, Excite@Home solicitó la protección por bancarrota del Capítulo 11 ante el Tribunal de Quiebras de EE. UU. para el Distrito Norte de California. Los 1.350 empleados restantes de la empresa fueron despedidos durante los meses siguientes. Como parte del acuerdo, el acceso a la red de fibra de alta velocidad nacional de @Home se volvería a vender a AT&T Corporation. @Home Liquidating Trust se convirtió en la empresa sucesora de Excite@Home, encargada de la venta de todos los activos de la empresa anterior.
A pesar de los problemas financieros, la red de sitios Excite continuó atrayendo a muchos visitantes en los EE. UU., aunque detrás de AOL Time Warner, Microsoft y Yahoo!
Excite continuó operando hasta que Ask Jeeves (ahora Ask.com) adquirió Excite Network en marzo de 2004. Ask Jeeves prometió rejuvenecer iWon y Excite, pero no pudo hacerlo. La gerencia de Ask Jeeves se distrajo, según el East Bay Business Times, primero por una carrera armamentista de funciones de búsqueda con Google y Yahoo!, y luego por su fusión con IAC/InterActiveCorp de Barry Diller, anunciada en marzo de 2005. "Con suerte, a medida que empecemos a invertir más y a tener el personal en su lugar y algunos de los cambios en las propiedades del portal que queremos, esperamos ver que (los ingresos) vuelvan a crecer en la segunda mitad del año", dijo el director ejecutivo de Ask Jeeves. Steve Berkowitz durante una conferencia telefónica con analistas el 27 de abril de 2005.
El 20 de mayo de 2005, Ask Jeeves hizo dos anuncios sobre el rejuvenecimiento de la marca Excite. Primero anunció que había adquirido Excite Italia BV (el operador de los portales Excite en Europa), de Tiscali, Sp R. ; y, en segundo lugar, la empresa informó que había llegado a un acuerdo integral con InfoSpace con respecto a Excite en los Estados Unidos, mediante el cual Ask Jeeves e InfoSpace compartirían los costos de marketing y los ingresos de la función de búsqueda web de Excite. Con respecto a la adquisición, el CEO de Ask Jeeves, Steve Berkowitz, dijo: "Esperamos trabajar con InfoSpace para mejorar la experiencia de búsqueda en Excite, ahora que nuestros intereses están alineados". El 17 de octubre de 2007, GOADV, una empresa de medios especializada en la generación de "tráfico" en Internet, anunció la finalización de la adquisición del grupo de empresas europeo Excite.
Excite nunca ha logrado recuperar su apogeo de popularidad. Sin embargo, sigue siendo más relevante en Japón. Excite Japan, con sede en Tokio, fue fundada el 4 de agosto de 1997 en sociedad con Itochu. Después del colapso de Excite@Home, Itochu se convirtió en accionista mayoritario de Excite Japan (90 por ciento).
Excite finalizó el soporte para su servicio de correo web el 31 de agosto de 2021. A los que ya tenían cuentas se les ofreció pagar por una cuenta de correo electrónico BlueTie Home para mantener sus mensajes y contactos.